# Universitat Nacional de Taiwan
La Universitat Nacional de Taiwan (NTU) és una universitat nacional situada a Taipei, Taiwan. Ha estat considerada la universitat més completa de l'illa. Consta d'11 facultats, 56 departaments, 133 instituts de postgrau, més de 60 centres de recerca i una escola de formació professional i estudis continuats.
La universitat va ser fundada l'any 1928 durant el domini japonès, com la setena de les Universitats Imperials, la Universitat Imperial de Taihoku per servir sota el propòsit de la colonització japonesa. Després de la Segona Guerra Mundial, el govern nacionalista del Guomindang (KMT) va assumir l'administració de la universitat. El Ministeri d'Educació va reorganitzar i rebatejar la universitat pel seu nom actual el 15 de novembre de 1945, amb les seves arrels de tradició liberal de la Universitat de Pequín per l'antic president de la NTU Fu Ssu-nien. L'anglès és la llengua d'ensenyament a diverses facultats i especialitats com ara economia i enginyeria. A més, el Programa Internacional de Xinès és una institució de formació intensiva en mandarí formal, taiwanès, xinès clàssic i altres varietats del xinès. El 1961 va començar un projecte amb la Universitat Stanford per satisfer les estrictes necessitats educatives i de recerca dels estudiants de la Universitat Stanford.
Entre els antics alumnes destacats destaquen Tsai Ing-Wen, Lee Teng-hui, Chen Shui-bian i Ma Ying-jeou, el premi Turing Andrew Yao i el premi Nobel de Química Yuan T. Lee.